# Avenida São Carlos
A avenida São Carlos é a principal avenida do município de São Carlos (São Paulo), Brasil.
É responsável por conectar inúmeros pontos de ligação, sendo que o principal vai da praça Itália a rodovia Washington Luís no quilometro 235, passando antes pela avenida Prof. Luís Augusto de Oliveira.
Nasce na praça Itália (antiga Sanbra), onde também nasce a avenida Getúlio Vargas e faz a ligação com a rodovia no sentido sul para norte.
A avenida é o principal eixo de ligação com a maioria da ruas da cidade, é constituída de via asfaltada e em toda sua extensão, e iluminação até o trevo de ligação com a rodovia.